# Silnice D425
Silnice D425 (chorvatsky Državna cesta D425) je silnice v Chorvatsku. Je dlouhá 9,87 km. Silnice je po většině své délky vedená ve dvou jízdních profilech a v celé své délce kategorizována jako rychlostní silnice. Jejím hlavním účelem je rychlé spojení mezi dálnicí A1 a městem Ploče. Na silnici D425 se nachází velké množství objektů, jako jsou tunely a viadukty.

## Průběh
Silnice začíná na exitu 31 z dálnice A1 u vesnice Mali Prolog. Hned na začátku silnice se nachází 1 029 m dlouhý tunel Mali Prolog, 744 m dlouhý tunel Kobiljača, 365 m dlouhý viadukt Brečići-Struge, 398 m dlouhý tunel Puljani, 521 m dlouhý viadukt Kula, 200 m dlouhý tunel Zmijarevići, 432 m dlouhý viadukt Radonjić a viadukty Dračevac 1 (352 m) a Dračevac 2 (196 m). U těchto viaduktů dochází ke zúžení silnice na jeden jízdní profil. Poté následuje 251 m dlouhý viadukt Vrila, 497 m dlouhý tunel Petrovac, 341 m dlouhý tunel Međak a 358 m dlouhý viadukt Crna rijeka. Zde se nachází jediný exit na této silnici, vedoucí na silnici D8 a následně do vesnice Rogotin a města Ploče. Silnice poté ještě krátkou dobu pokračuje opět ve dvou profilech k přístavu v Ploče, kde také končí. Navazuje na ni silnice D413, která ji spojuje s trajektovým přístavem mezi městem Ploče a Trpanjem na poloostrově Pelješac.